# Штявник (притока Вагу)
Штявник (словац. Štiavnik) — річка в Словаччині, права притока Вагу, протікає в окрузі Битча.
Довжина — 18.7 км; площа водозбору 64 км².
Витікає з масиву Яворники під горою Велький Яворник на висоті 960 метрів. Протікає біля села Штявнік.
Впадає у Ваг біля села Предміер на висоті 295 метрів.